# Brectouville

Brectouville este o comună în departamentul Manche, Franța. În 1 ianuarie 2018 avea o populație de 167 de locuitori.